# Байцюань (селище)
Байцюань (кит. 百泉镇, пін. Bǎiquán Zhèn) — містечко у КНР, адміністративний центр повіту Душань на півдні Цяньнань-Буї-Мяоської автономної префектури.

## Географія
Байцюань лежить на захід від гори Гендіншань у верхів'ях річки Жунцзян (басейн Сіцзяну).

### Клімат
Містечко знаходиться у зоні, котра характеризується вологим субтропічним кліматом. Найтепліший місяць — липень із середньою температурою 23.9 °C (75 °F). Найхолодніший місяць — січень, із середньою температурою 5 °С (41 °F).
| Клімат Байцюаня         | Клімат Байцюаня | Клімат Байцюаня | Клімат Байцюаня | Клімат Байцюаня | Клімат Байцюаня | Клімат Байцюаня | Клімат Байцюаня | Клімат Байцюаня | Клімат Байцюаня | Клімат Байцюаня | Клімат Байцюаня | Клімат Байцюаня | Клімат Байцюаня |
| Показник                | Січ.            | Лют.            | Бер.            | Квіт.           | Трав.           | Черв.           | Лип.            | Серп.           | Вер.            | Жовт.           | Лист.           | Груд.           | Рік             |
| Середній максимум, °C   | 8               | 10              | 15              | 20              | 23              | 25              | 27              | 27              | 25              | 20              | 15              | 11              | 18              |
| Середня температура, °C | 5               | 6               | 11              | 16              | 19              | 22              | 24              | 23              | 21              | 16              | 12              | 7               | 15              |
| Середній мінімум, °C    | 2               | 3               | 7               | 12              | 16              | 18              | 20              | 19              | 17              | 13              | 8               | 4               | 11              |
| Норма опадів, мм        | 28              | 36              | 56              | 120             | 219             | 224             | 197             | 154             | 100             | 99              | 60              | 26              | 1318            |
| ----------------------- | --------------- | --------------- | --------------- | --------------- | --------------- | --------------- | --------------- | --------------- | --------------- | --------------- | --------------- | --------------- | --------------- |
| Джерело: Weatherbase    |                 |                 |                 |                 |                 |                 |                 |                 |                 |                 |                 |                 |                 |